# Кишиев, Юрий Михайлович
Юрий Миха́йлович Киши́ев (9 февраля 1940, селение Гизель Северной Осетии-Алании — 17 сентября 2017) — советский борец, шестикратный чемпион РСФСР, многократный призёр чемпионатов СССР, двукратный победитель международных турниров.Шеснадцатикратный победитель первенства республики Северная Осетия-Алания. Заслуженный тренер РСФСР по вольной борьбе (1991). Почётный мастер спорта по вольной борьбе (1968).

## Биография
Родился 9 февраля 1940 года в селении Гизель Северной Осетии. С 15 лет стал заниматься вольной борьбой под руководством Ильи Драева. Боролся в наилегчайшем весе. В 1957 году стал чемпионом РСФСР среди юниоров в Ростове-на-Дону. В 1958 году также стал чемпионом РСФСР среди юниоров в Казани и чемпионом СССР среди юниоров в Харькове. В 1959 году становится чемпионом СССР среди молодежи в Горьком. Шесть раз становился чемпионом РСФСР (1960—1965), два раза становился серебряным призёром чемпионатов СССР (1966, 1969) и один раз бронзовым призёром чемпионата СССР в 1965 году. Двукратный победитель международных турниров в Пакистане (1966) и Болгарии (1971).
В 1962 году оканчивает факультет физического воспитания и спорта Северо-Осетинского государственного университета имени К. Л. Хетагурова и начинает работать тренером. Неоднократно под его руководством сборная команда школьников республики становилась чемпионом на Спартакиаде школьников РСФСР.
Подготовил более 40 мастеров спорта, среди них — трёхкратный чемпион мира и двукратный чемпион Европы Аслан Хадарцев, серебряный и бронзовый призёр летних Олимпийских игр Сослан Тигиев, серебряный призёр летних Олимпийских игр в Пекине Таймураз Тигиев, победитель многих крупнейших международных турниров Зелимхан Кцоев, чемпион мира среди юниоров, двукратный чемпион Европы среди кадетов, призёр чемпионата России Андрей Валиев.
Работал тренером в РСДЮСШОР имени Савкудза Дзарасова во Владикавказе. Умер 17 сентября 2017 года.

## Награды и звания
- Заслуженный работник физической культуры СОАССР (1984)
- Награждён медалью «За трудовое отличие» (1971)
- Отличник народного просвещения РСФСР (1970)
- Отличник физической культуры и спорта СССР
- Медаль «Во славу Осетии» (2007)